# Basilique Sainte-Aurée de Rome
La basilique Sainte-Aurée (italien : basilica di Sant'Aurea) est un lieu de culte situé à Ostia Antica à Rome en Italie. Elle est dédiée à la sainte martyre Aurée, patronne d'Ostie.

## Historique
La basilique Sant'Aurea est située à Ostia Antica, Rome, dans le diocèse suburbicaire d'Ostie en Italie. Ostie est devenu un siège épiscopal dès le IIIe siècle. L'église actuelle, achevée en 1483, est restée le siège du diocèse suburbicaire d'Ostie jusqu'en 1966, jusqu'à ce que la ville soit rattachée au diocèse de Rome. Le diocèse d'Ostie est attribué, depuis l'an 1150, au doyen du Collège des cardinaux.
L'église est construite à la fin du XVe siècle, sur l'ordre du cardinal français Guillaume d'Estouteville, et elle est achevée par le cardinal Giuliano della Rovere (le futur pape Jules II). La construction, proprement dite, est confiée à Baccio Pontelli.
Il n'est pas certain que l'église soit construite sur une église paléochrétienne préexistante, mais, selon la tradition, la sainte patronne d'Ostie, la martyre Aurée, est enterrée à proximité de l'emplacement actuel de l'église. Selon la tradition également, les reliques de sainte Monique, mère de saint Augustin d'Hippone, reposaient dans cette église Sainte-Aurée avant d'être translatées à Rome à l'église San Trifone in Posterula et enfin à la basilique Sant'Agostino in Campo Marzio. Les reliques de saint Asterius d'Ostie reposent à Sainte-Aurée.

## Description

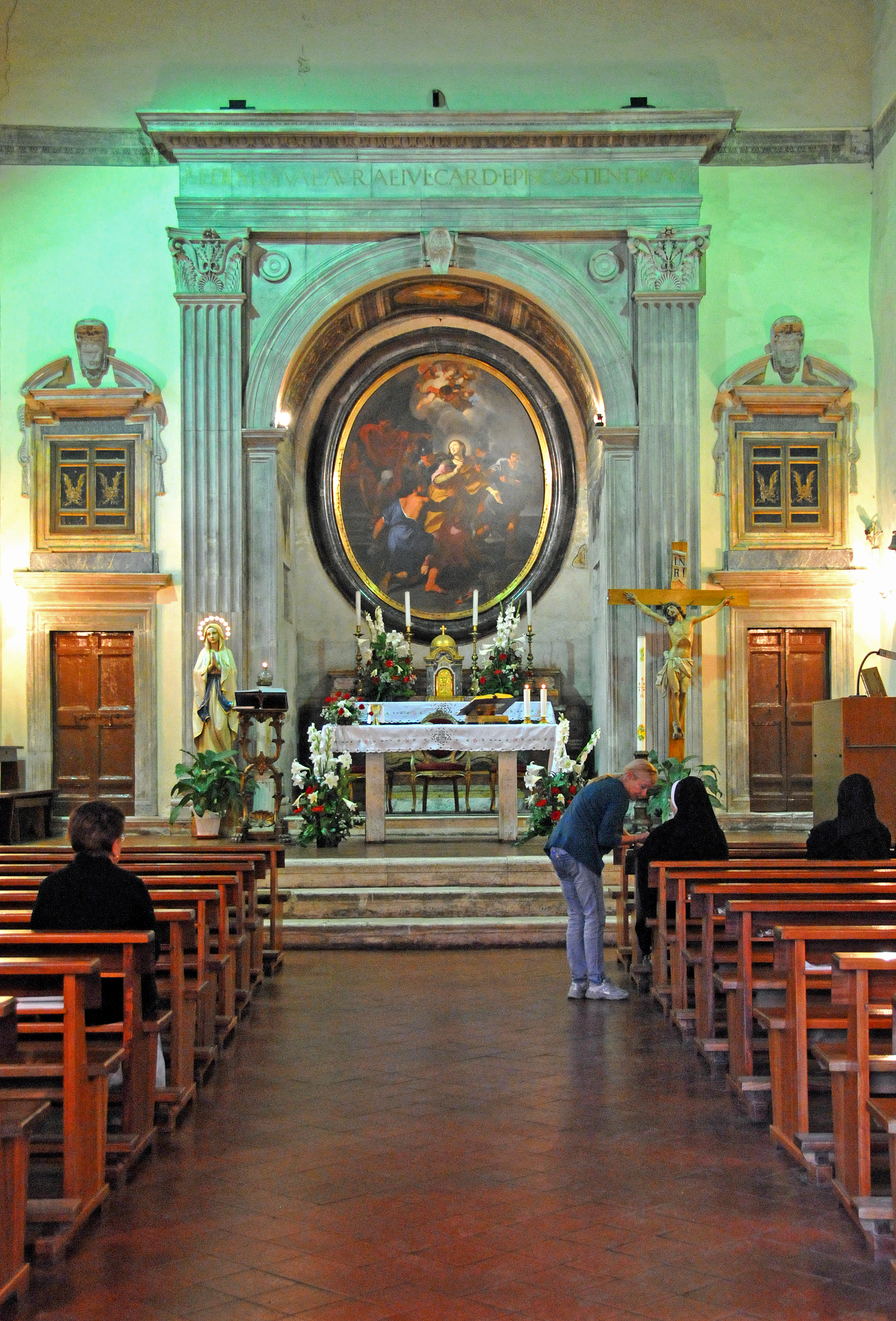
L'intérieur de l'église.

L'intérieur de la basilique ne contient qu'une seule nef, l'église est éclairée par une rosace et des fenêtres jumelées datant du XVe siècle. 
Dans l'abside se trouve un arc de triomphe composé de marbre nu, décoré avec des fresques du XVIe siècle. L'autel moderne est orné par deux bas-reliefs du XVe siècle. Les trois retables sont du XVIIe siècle.
L'église comprend une chapelle dédiée à sainte Monique, qui contient une pierre sépulcrale re-découverte à l'été 1945 : elle comporte une épitaphe funéraire écrite par Anicius Auchenius Bassus. Le fragment a été découvert par deux garçons qui ont creusé un trou pour planter une cage de football, dans la cour à côté de Sainte-Aure.
La chapelle contient un tableau de Pierre de Cortone appelé l'Extase de Sainte Monique (Estasi di Santa Monica). L'abside est dédiée par des fresques du XVIe siècle. La basilique, centre d'une paroisse datant de l'âge paléochrétien, est un titre cardinalice depuis le XIIe siècle.

## Source
- (en) Cet article est partiellement ou en totalité issu de l’article de Wikipédia en anglais intitulé « Santa Aurea » (voir la liste des auteurs).